# PR 간격

정상 심전도의 개략도

심전도에서 PR 간격(PR interval)은 P파의 시작(심방 탈분극의 시작)부터 QRS파의 시작(심실 탈분극의 시작)까지의 기간이다. 일반적으로 지속 시간은 120~200ms이다. PR 간격은 때때로 PQ 간격이라고도 한다.

## 해석
PR 간격의 변화는 특정 의학적 상태와 관련되어 있을 수 있다.
- 지속 시간
  - 긴 PR 간격(200ms 이상)은 일반적으로 방실결절(AV node)에서 전도가 느려져 심방과 심실 사이의 전도가 느려져 나타난다.[1] 이 상태를 1도 방실차단이라고 한다.[1] 또한 연장된 PR 간격은 방실결절의 섬유증, 높은 미주신경 긴장도, 베타 차단제 와 같은 방실결절을 느리게 하는 약물, 저칼륨혈증, 급성 류마티스열, 라임병과 관련된 심장염 등과 관련되어 나타날 수 있다.[2][3]
  - 짧은 PR 간격(120ms 미만)은 볼프 파킨슨 화이트 증후군(WPW 증후군)이나 로운 가농 레빈 증후군과 같은 조기흥분증후군, 방실결절 재진입 빈맥, 접합부 리듬과 같은 부정맥과 연관되어 있을 수 있다.
- PR 간격 하강은 심방 손상,[4] 심낭염을 나타낼 수 있다.[5]

## 같이 보기
- P파